# Savlov sin
Savlov sin (madžarsko Saul fia) je madžarski dramski film iz leta 2015, ki ga je režiral László Nemes kot svoj celovečerni prvenec in zanj tudi napisal scenarij skupaj s Claro Royer. V glavnih vlogah nastopajo Géza Röhrig, Levente Molnár in Urs Rechn. Dogajanje je postavljeno v Koncentracijsko taborišče Auschwitz med drugo svetovno vojno ter dan in pol sledi življenju Saula Ausländra (Röhrig), madžarskega člana Sonderkommanda.
Film je bil premierno prikazan 15. maja 2015 na Filmskem festivalu v Cannesu, kjer je osvojil nagrado Grand Prix in še tri druge. V madžarskih kinematografih so ga začeli predvajati 11. junija, z več kot 220.000 prodanimi vstopnicami je postal najdonosnejši domači film po letu 2010. Prikazan je bil tudi na Mednarodnem filmskem festivalu v Torontu. Na 88. podelitvi je bil nagrajen z oskarjem za najboljši tujejezični film. Kot deveti madžarski film je bil nominiran za to nagrado, zadnji je bil film Hanussen iz leta 1988, osvojil pa jo je kot drugi po filmu Mefisto Istvána Szabá leta 1981. Kot prvi madžarski film je osvojil zlati globus za najboljši tujejezični film. Leta 2016 je bil v anketi filmskih kritikov BBC-ja uvrščen na 34. mesto najboljših filmov po letu 2000, leta 2019 pa po anketi kritikov časopisa The Guardian za 12. najboljši film 21. stoletja.

## Vloge
- Géza Röhrig kot Saul Ausländer
- Levente Molnár kot Abraham Warszawski
- Urs Rechn kot Oberkapo Biederman
- Sándor Zsótér kot dr. Miklós Nyiszli
- Todd Charmont kot lažni rabin Braun
- Uwe Lauer kot Oberscharführer Voss
- Christian Harting kot Oberscharführer Busch
- Kamil Dobrowolski kot Oberkapo Mietek
- Jerzy Walczak kot Sonderkommando rabin
- Marcin Czarnik kot Feigenbaum
- István Pion kot Katz
- Attila Fritz kot Yankl
- Amitai Kedar kot Hirsch
- Márton Ágh kot grški rabin Apikoyres
- Levente Orbán kot ruski ujetnik
- Tom Pilath kot Oberscharführer
- Mihály Kormos kot Kapo Schlojmem
- Juli Jakab kot Ella
- Mendy Cahan kot a Sonderkommando
- Jeles András kot Josef Mengele